# Калпетардо (Пиза)
Калпетардо је насеље у Италији у округу Пиза, региону Тоскана.
Према процени из 2011. у насељу је живело 25 становника. Насеље се налази на надморској висини од 39 м.